# Geniostoma
Geniostoma es un género con 124 especies de plantas con flores perteneciente a la familia Loganiaceae.

## Especies seleccionadas
- Geniostoma acuminatissimum
- Geniostoma acuminatum
- Geniostoma acutifolium
- Geniostoma angustifolium
- Geniostoma antherotrichum
- Geniostoma astylum
- Geniostoma clavigerum
- Geniostoma confertiflorum
- Geniostoma gagneae
- Geniostoma macrophyllum
- Geniostoma quadrangulare
- Geniostoma rapense
- Geniostoma rupestre
- Geniostoma stipulare
- Geniostoma umbellatum
- Geniostoma uninervium